# M'Hamed Bourahla
M'hamed Bourahla (arabe : محمد بورحلة), né le 8 février 1918 à Koléa en Algérie et mort à La Mecque le 2 septembre 1984, est un chanteur de chaâbi algérien.

## Biographie
Il est né au m’qam de Sidi M’hamed à Koléa. Fils d’un tebbal et zernadji (musicien, joueur de tbal et de zorna), M’hamed fréquenta très jeune la médersa El-Ihsane de Koléa où il apprit la langue arabe et le Coran. Plus tard, il sera coiffeur. Parallèlement, il s’intéresse à la poésie populaire, le melhoun. Bourahla a appris, grâce à cheikh Rebihi[Qui ?], les poèmes de Sidi Lakhdar Ben Khlouf, Kaddour El-Achouri, Mustapha Driouèche, Cheikh Ben M’asib, El-Kbabti et Mohamed Ben Smaïn.
Jouissant d’une bonne réputation, il commença par constituer un répertoire au fil des soirées qu’il donna dans différentes circonstances à partir de 1946. 
Cheikh Bourahla a été révélé pour la 1re fois lors de son passage à la radio nationale en 1947, à l’âge de 29 ans dans une émission hebdomadaire diffusée en direct avec l’orchestre dirigé par El-Anka. En fin d’émission, le cheikh était à chaque fois invité à déguster un café avec El-Anka et M’rizek au café Malakoff à Alger tenu par El-Anka. El-Hadj El-Anka a alors pris l’habitude de venir souvent le voir chez lui à Koléa.
Il se rendit au Maroc entre 1948-1953 où il rencontra le poète Driss El-Alami qui le guida dans la voie de la poésie populaire. Il enregistra deux 45 tours en 1955. L’un sur le mode el-ghrib avec la qasida m’dinate el hdhar el aâdra el djazaïr qui a eu un énorme succès commercial en dépit de la censure qui l’avait empêché de passer. La 2e qasida était intitulée Mouda chhal ya da el mersem de Idriss El-Alami. À la télévision, il n’a fait que de rares apparitions.
Son orchestre était composé de quatre musiciens de Koléa : 
- Kouider Kezdri à la guitare ;
- Benaouda Adem au banjo ;
- Abdelkader Gherrous au tambourin (tar) ;
- Mohamed Moumène (dit Pipo) aux percussions (derbouka).

En 1964, il occupa un poste de coiffeur à l’hôpital psychiatrique Frantz-Fanon de Blida où il donnait des récitals à chaque fin de mois et lors de la célébration de fêtes religieuses ou nationales au profit des malades. C’était une sorte de thérapie pour les malades atteints de troubles psychiques. Plus tard, Le chanteur suivra une formation paramédicale pour être ensuite recruté au service de post-cure dans le même hôpital.
Bourahla a composé une chanson, Nedjmâ Koléeîa, dédiée au club de football local l’ESM Koléa.
Il meurt le 2 septembre 1984 à La Mecque où il était en pèlerinage.